# Липосакция
Липосакция — косметическая операция по удалению жировых отложений хирургическим путём. 
Операция производится на определенном участке (или нескольких участках) тела, например, на животе, бёдрах, ягодицах. При этом липосакция не излечивает ожирения, так как на патогенез данного заболевания не воздействует. Липосакция также не позволяет удалять слишком большое количество жира. Тем не менее, визуальный эффект липосакции может быть более значительным в отличие от тех случаев, когда такое же количество теряется при применении других способов. Фигура приобретает более привлекательный внешний вид.

## Показания
Женщины обращаются чаще всего к липосакции, чтобы убрать так называемые «галифе», а также жировые отложения на животе, талии, бедрах, ягодицах, предплечье, спине, икрах, коленях и т. д.

Мужчины в большинстве хотят убрать отложения на шее, груди, спине, талии, животе и ягодицах.
Подходящий кандидат для липосакции:
- вес средний или чуть выше среднего;
- упругая, эластичная кожа;
- хорошее общее состояние здоровья;
- наличие локальных жировых отложений, которые не исчезают даже при соблюдении диеты и выполнении физических упражнений.

Виды липосакции:
- Тумесцентная
- Ультразвуковая
- Лазерная
- РЧ-липосакция

## Возможные осложнения
После операции может возникнуть онемение некоторых участков тела. Если бандаж был снят раньше времени, на теле могут остаться рубцы или синяки. В первые несколько недель физические нагрузки не рекомендуются. Если женщина планирует беременность, то зачатие должно произойти не раньше, чем через 6 месяцев после операции.
Как правило, показаниями к проведению операции являются жировые отложения, возникающие в области живота, внутренней поверхности бедер, ягодиц, рук, икр. Липосакцию не проводят людям с острыми и серьезными хроническими заболеваниями, заболеваниями внутренних органов, сахарным диабетом, болезнями системы кровообращения.
Крайне опасны для здоровья возможные инфекционные осложнения: инфекция распространяется по всему подкожному пространству, задействованному при операции, вызывая тяжелые гнойные поражения.
За 10 дней до проведения липосакции запрещается принимать препараты, влияющие на свертываемость крови, курить. Рекомендуется пройти процедуру очищения кишечника и сдать все необходимые анализы. Если противопоказаний не выявлено, назначается дата проведения операции. Продолжительность липосакции зависит от зоны вмешательства. Как правило, она составляет от 30 минут до нескольких часов. Учитывая функциональное состояние организма, проводится местная или общая анестезия.